# Plateopsis vespertilio
Plateopsis là một chi bướm đêm thuộc họ Crambidae. Chi này chỉ gồm một loài Plateopsis vespertilio, thường được tìm thấy ở Meghalaya, Ấn Độ.